# Heinrich Dolezal
Heinrich „Heinz“ Dolezal (* um 1938) ist ein ehemaliger österreichischer Fußballspieler. In Österreich wurde er 1961 Meister mit FK Austria Wien. 1961 und 1962 wurde er mit dem Hakoah Club Meister des australischen Staates Neusüdwales.

## Wirken
Heinz Dolezal erscheint erstmals zur Saison 1956/57 im Kader der Kampfmannschaft der Wiener Austria. Im September erfolgt die erste Teilnahme an einem Freundschaftsspiel. Sein Staatsliga-Debüt gab er im März 1958. In der Saison 1957/58 kam er noch zu vier weiteren Ligapartien. In der Saison darauf gehörte er bis zum 13. Spieltag zur Stammbesetzung und kam auf 12 Ligaeinsätze, bei denen er vier Tore erzielte.
In der Saison 1959/60 spielte Dolezal beim SV Justiz in der drittklassigen Wiener Liga, wo der Verein den vierten Rang und damit das zweitbeste Ergebnis der Vereinsgeschichte einfuhr, ehe er im nächsten Jahr abstieg und für immer aus dem Blickfeld entschwand.
1960/61 spielte er wieder für die Austria und in den ersten 14 Spieltagen, in denen er elfmal zum Zuge kam, war er wieder Stammspieler. Am Ende der Saison war die Austria zum ersten Mal seit 1953 wieder Meister. Dolezal trug mit drei Toren in insgesamt 12 Spielen zu diesem Titelgewinn bei. Ein schöner Erfolg für ihn in dieser Saison war auch die Teilnahme an einem U-23 Länderspiel gegen Ungarn.
Im April 1961 übersandte Heinz Dolezal einen unterzeichneten Vertrag an den Hakoah Club in der australischen Metropole Sydney. Hakoah spielte in der Staatsliga von Neusüdwales, was in Ermangelung eines nationalen Wettbewerbs die höchste Leistungsstufe war. Der Verein war an ihn auf Empfehlung von seines früheren Austria-Mannschaftkollegen Adolf Blutsch herangetreten, der selbst seit Februar bei Hakoah war. Der 23-jährige, unverheiratete Dolezal hatte schon vorher sein Interesse daran nach Australien auszuwandern bekundet.
Dolezal, der im Juni in Sydney eintraf, hatte rasch einen Stammplatz in der Mannschaft von Hakoah, wurde aber oft als etwas langsam befunden. Wohl deswegen berücksichtigte ihn der österreichische Spielertrainer Karl Jarosch nicht für das Grand Final um die Meisterschaft von Neusüdwales, das Hakoah Anfang Oktober durch einen 4:1-Sieg über den Titelverteidiger Canterbury-Marrickville, wo der noch junge, australische Weltmeisterschaftsteilnehmer von 1974 Johnny Warren spielte, gewann. 18.400 Zuseher, Rekord für ein australisches Vereinsspiel, verfolgten diese Partie. 1962 gelang Hakoah die Wiederholung des Erfolges durch ein 4:2 über den Budapest Club vor 26.800 Zusehern, was einen neuen australischen Rekord für Vereinsspiele darstellte. Diesmal fand Dolezal Platz in der Aufstellung. Sein Landsmann Herbert Ninaus erzielte drei Treffer und traf auch dreimal das Gebälk. Adolf Blutsch erzielte das zweite Tor von Hakoah. Jarosch, Viktor Mach, Adolf Handorf und Torwart Heinz Wenzl erweiterten das Kontingent der Österreicher in der Aufstellung von Hakoah auf sieben Spieler. Mit Herbert Stegbauer spielte ein weiterer Österreicher auf der Seite von Budapest.
Zu Weihnachten 1962 plante er gemeinsam mit Adolf Blutsch und Adolf Handorf einen kurzen Urlaub in Wien. Wie Blutsch kehrte auch Dolezal nicht mehr nach Australien zurück.